# Deelstaten van de Comoren

Deelstaten van de Comoren

De Comoren vormen een federatie bestaande uit drie deelstaten, de autonome eilanden (île autonome); administratief verdeeld in prefecturen. Elke deelstaat wordt gevormd door één eiland en, in het geval van Mohéli, enkele zeer kleine andere eilanden.  De laagste bestuurslaag is de gemeente (commune). Een vierde eiland, Mayotte, behoort wel tot de eilandengroep de Comoren maar is een Frans overzees departement en geen deel van het land de Unie der Comoren.

## Autonome eilanden
| Eiland        | Hoofdstad | Opp. (km²) | Inw. (2003) |
| ------------- | --------- | ---------- | ----------- |
| Anjouan       | Mutsamudu | 424        | 259.099     |
| Grande Comore | Moroni    | 1148       | 295.665     |
| Mohéli        | Fomboni   | 290        | 35.387      |